# 莱昂内尔·许茨
莱昂内尔·许茨（英語：Lionel Hutz），辛普森家庭裡的角色是春田镇的律師。他經常被辛普森家庭使用。此角色的配音員菲尔·哈特曼於1998年去世後，此人物退出，最後登場角色是在「Realty Bites」。

## 獲獎
《娱乐周刊》中被評為前15個最喜愛虛構電視和電影中的律師之一。

## 外部連結
- 互联网电影数据库上莱昂内尔·许茨的资料
- Lionel Hutz at the Simpsons wiki （页面存档备份，存于）

## 信息来源
1. ↑  . Entertainment Weekly. 2008-04-09  [2008-04-09]. （原始内容存档于2020-12-25）.